# 千葉県立山武農業高等学校
千葉県立山武農業高等学校（ちばけんりつさんぶのうぎょうこうとうがっこう）は千葉県山武郡大網白里町（現・大網白里市）に所在した農業高等学校。2008年4月に、千葉県立白里高等学校と統合。校名が千葉県立大網高等学校となり、校舎が引き継がれた。略称は「山農」（さんのう）。

## 設置学科
- 生産技術科
- 生物工学科
- 食品工業科
- 農業経済科

## 所在地
- 〒299-3251 千葉県山武郡大網白里町大網435番地1（閉校当時）

## 特色
創立80有余年を迎え歴史と伝統を持つ。

## 教育方針
教育基本法ならびに学校教育法に示された目標と、校訓を基調に、知・徳・体の調和のとれた 人間形成をはかり、将来有能な産業人となるに必要な知識と技能を修得し、産業界の推進力となり得る人材を育成する。

## 著名な出身者
- 小出義雄（佐倉アスリート倶楽部代表取締役）